# Élections impériales de 1745
L'élection impériale de 1745 est la vingt-unième élection, depuis la promulgation de la Bulle d'or de 1356, permettant d'élire le futur Empereur du Saint-Empire romain. Elle a eu lieu le 13 septembre 1745, neuf mois après le décès de l'empereur Charles VII, et permet l'élection du grand-duc de Toscane, François-Étienne de Lorraine, époux de la reine et archiduchesse Marie-Thérèse d'Autriche et fondateur de la Maison de Habsbourg-Lorraine, comme roi des Romains et nouvel empereur. Cette élection, qui a lieu en pleine guerre de succession d'Autriche, marque le retour de la lignée des Habsbourg sur le trône impérial, après le retrait de la Maison de Bavière. 

## Contexte
En 1740, Marie-Thérèse d'Autriche, fille et héritière de l'empereur Charles VI, est âgée de 23 ans, pense pouvoir faire élire Empereur son époux François-Étienne de Lorraine. Des princes qui lui sont apparentés envisagent de la remplacer à la tête des territoires patrimoniaux des Habsbourg ou du moins de s'emparer d'une partie de ces territoires, notamment l'électeur de Bavière Charles-Albert et l'électeur de Saxe Frédéric-Auguste II, roi de Pologne sous le nom d'Auguste III.
Après la prise de Prague par les troupes françaises et bavaroises, le 26 novembre 1741, Charles Albert de Bavière se proclame roi de Bohême. Quelques semaines plus tard, le 24 janvier 1742, il se fait élire à l'unanimité empereur du Saint-Empire. Mais le jour de son couronnement sous le nom de Charles VII, le 12 février 1742, la Bavière est occupée par les troupes autrichiennes et sa résidence à Munich est saccagée par des hussards hongrois. La fortune ne tarde pas à l'abandonner : puisqu'il perd en peu de temps toutes ses conquêtes, et est même chassé de ses États héréditaires. Cependant en 1744, le roi de Prusse Frédéric II ayant opéré en Bohême une diversion qui occupe l'armée impériale, Charles en profite pour recouvrer l'électorat et rentre enfin dans Munich, où il meurt peu après.
Après la mort de Charles VII, son fils Maximilien III hérite à 18 ans d'un pays sur le point d'être envahi par les armées autrichiennes lors de la guerre de Succession d'Autriche. Maximilien III abandonne sagement les prétentions impériales de son prédécesseur et fait la paix avec sa puissante voisine, Marie-Thérèse lors du traité de Füssen, le 22 avril 1745, dans lequel il s'engage à soutenir la candidature de son époux, François-Étienne de Lorraine lors de l'élection au trône du Saint-Empire romain germanique.

## Princes-électeurs
Les neuf princes-électeurs appelés à élire le successeur de François Ier étaient (dans l'ordre de vote défini par la Bulle d'or de 1356) :
| Électorat     | Prince-électeur | Prince-électeur                  | Titres                                                       | Vote                          |
| ------------- | --------------- | -------------------------------- | ------------------------------------------------------------ | ----------------------------- |
| · Trèves      |                 | François-Georges de Schönborn    | Archevêque de Trèves                                         | François-Étienne de Lorraine  |
| · Cologne     |                 | Clément-Auguste de Bavière       | Archevêque de Cologne                                        | François-Étienne de Lorraine  |
| · Bohême      |                 | Marie-Thérèse d'Autriche         | Reine de Bohême Reine de Hongrie Archiduchesse d'Autriche... | François-Étienne de Lorraine  |
| · Bavière     |                 | Maximilien III Joseph de Bavière | Électeur de Bavière                                          | François-Étienne de Lorraine  |
| Palatinat     |                 | Charles-Théodore du Palatinat    | Comte palatin                                                | Charles-Théodore du Palatinat |
| · Saxe        |                 | Frédéric-Auguste II de Saxe      | Électeur de Saxe Roi de Pologne                              | François-Étienne de Lorraine  |
| · Brandebourg |                 | Frédéric II de Prusse            | Électeur de Brandebourg Roi de Prusse                        | Charles-Théodore du Palatinat |
| · Hanovre     |                 | George II de Hanovre             | Électeur de Hanovre Roi de Grande-Bretagne Roi d'Irlande     | François-Étienne de Lorraine  |
| · Mayence     |                 | Jean-Frédéric-Charles d'Ostein   | Archevêque de Mayence                                        | François-Étienne de Lorraine  |

## Élection et conséquences
François-Étienne est finalement élu empereur, grâce aux voix de sept princes électeurs, le 13 septembre 1745, à Francfort-sur-le-Main, et est couronné le 4 octobre suivant, jour de la fête de saint François d'Assise, son saint patron. Marie-Thérèse n'est donc pas impératrice en titre, même si, dans les faits, c'est elle qui dirige l'Empire et administre ses territoires patrimoniaux. François s'opposa en vain à l'alliance austro-française (1756) et ne put marier sa fille Marie-Christine à son neveu, Charles-Maurice de Savoie, duc de Chablais, fils de sa sœur et du roi de Sardaigne.
Des pourparlers de paix commencent alors, fortement encouragés par le roi George II, aux prises avec une rébellion jacobite en Écosse. En outre, les finances prussiennes sont mauvaises et Frédéric ne veut pas trop affaiblir l'Autriche face à la France et à l'Espagne. La Prusse, l'Autriche et la Saxe concluent donc le traité de Dresde le 25 décembre 1745.
L'appartenance de la Silésie à la Prusse est réaffirmée ; Frédéric reconnaît François de Lorraine, élu le 13 septembre 1745, comme empereur. Le grand perdant est la Saxe : elle doit verser une énorme indemnité de guerre à la Prusse : 1 000 000 de Reichsthaler (thalers de l'Empire).